# السريع والغاضب: قيادة طوكيو
السريع والغاضب: قيادة طوكيو (بالإنجليزية: The Fast and the Furious: Tokyo Drift)‏ أخرج في 2006، وهو الجزء الثالث من سلسلة أفلام السريع والغاضب.

## القصة
تجنباَ للسجن في موطنه، ينتقل شون بوزويل للعيش مع والده في طوكيو، حيث يشترك في سباقات السيارات.

## بطاقة الفيلم
- المخرج: جوستين لين.
- المنتج: نيل موريتز.
- الحوار: كريس مورغان.
- المؤلف: بريان تايلر.
- الموزع: يونيفرسال ستوديوز
- تاريخ الإصدار: 16 يونيو 2006 بالولايات المتحدة.
- المدة: 104 دقيقة.

## قام بأداء الأدوار
- لوكاس بلاك: شون بوزويل
- ناتالي كيلي: نيلا
- باو واو: توينكي
- بريان تي: دريفت كينغ " د.ك. "
- سونغ كانغ: هان
- كييكو كيتاغاوا: ريكو
- جايسون توبين: ايرل
- ساتوشي تسومابوكي
- زاشري تاي بريان: كلاي
- نيكي غريفين: سيندي
- براين غودمان: الملازم بوزويل
- فين ديزل: دومينيك توريتو (ظهور)
- كييتشي تسوتشيا: الصياد
- ليوناردو نام: موريموتو
- سوني تشيبا: العم كاماتا

## وصلات خارجية
- السرعة والغضب: قيادة طوكيو على موقع IMDb (الإنجليزية)
- السرعة والغضب: قيادة طوكيو على موقع ميتاكريتيك (الإنجليزية)
- السرعة والغضب: قيادة طوكيو على موقع روتن توميتوز (الإنجليزية)
- السرعة والغضب: قيادة طوكيو على موقع نتفليكس (الإنجليزية)
- السرعة والغضب: قيادة طوكيو على موقع قاعدة بيانات الأفلام العربية
- السرعة والغضب: قيادة طوكيو على موقع ألو سيني (الفرنسية)
- السرعة والغضب: قيادة طوكيو على موقع Turner Classic Movies (الإنجليزية)
- السرعة والغضب: قيادة طوكيو على موقع أول موفي (الإنجليزية)
- السرعة والغضب: قيادة طوكيو على موقع بوكس أوفيس موجو (الإنجليزية)
- السرعة والغضب: قيادة طوكيو على موقع فيلمافينيتي (الإسبانية)
- The Fast and the Furious Official site